# 第一政党制 (アメリカ合衆国)
第一政党制（だいいちせいとうせい、英: First Party System）は、政治学者や歴史学者が使う政治モデルであり、アメリカ合衆国に存在した政党制の中でおおまかに1792年から1824年までを画するものである。大統領、連邦議会および州の政治の支配を巡り、アレクサンダー・ハミルトンがその創設に大きく寄与した連邦党、およびトーマス・ジェファーソンとジェームズ・マディソンが結成した共和党（民主共和党）の2つの全国的政党が競い合った。連邦党は1800年まで優勢だったが、その後は共和党が全国を支配した。
ジェファーソンは当時の政党制を分析して、1798年2月12日に次のように記していた。
アメリカ合衆国の中で2つの党派が起こった。一方は政府を守り立てていくべきであると考えている。もう一方は政府は憲法に規定する共和制と比して強くなりすぎてイギリス政府のようになっており、それ故に曖昧な場合には立法権を所持しやすいと考えている。前者は連邦主義と呼ばれ、貴族的あるいは中央集権的でもあり、イギリス政府で対応する党派のまさに同じ定義に従ってトーリー的でもある。後者は共和主義者、ホイッグ、ジャコバン党、アナーキスト、組織破壊者などとも呼ばれ、これらの言葉は多くの人々に馴染みのあるものである。

## 概要
両党は国政の中で生まれたが、後に全州で支持者や有権者を集める方向に広がった。連邦党は実業界に訴え、共和党はプランテーションや農場の経営者に訴えた。1796年までに全州の政治はこの2党にほとんど分割され、党機関紙や党員集会が有権者を動員する特に有効な手段になった。
連邦党は財務長官ハミルトンの財政制度を推進した。それは州の負債の連邦政府による肩代わり、これら負債を払うための関税制度、金融を担当する国定銀行を重点とし、金融業と製造業を奨励していた。共和党は南部のプランテーションが地盤であり、強い行政権に反対し、現存する陸軍や海軍に敵対的であり、連邦政府に憲法で与えられる権限を制限付きで解釈するよう要求し、ハミルトンの経済政策については強く反対した。おそらくさらに重要なのは外交政策であり、連邦党はイギリスが政治的に安定し、貿易でも密接な繋がりがあったのでイギリスを好み、一方共和党はフランスとフランス革命を賞賛していた。ジェファーソンはイギリスの貴族制的な影響力が共和制を浸蝕するのを特に怖れた。イギリスとフランスは1793年から1815年まで、一時の休戦期間を除き交戦状態にあった。アメリカの方針は中立であり、連邦党はフランスに敵対し、共和党はイギリスに敵対した。1794年のジェイ条約は2つの党と各州での支持者達を決定的に動かすことになった。ジョージ・ワシントン大統領は公式には無党派だったが、概して連邦党を支持しており、連邦党はワシントンを象徴的な英雄に仕立てていた。
第一政党制はいわゆる好感情の時代（1816年-1824年）に終わり、連邦党は幾つかの孤立した地盤があるだけに縮小し、共和党は統一性を失った。1824年から1828年には第二政党制が現れ、共和党はアンドリュー・ジャクソンの派とヘンリー・クレイの派に分かれた。アンドリュー・ジャクソンの派は1830年代に民主党となり、ヘンリー・クレイの派は後にホイッグ党に吸収された。

## 連邦主義者対反連邦主義者、1787年-1788年
1787年、ジョージ・ワシントン、アレクサンダー・ハミルトンおよびベンジャミン・フランクリンに率いられる指導的民族主義者がフィラデルフィアで憲法制定会議を招集した。この会議では新しい憲法を策定し、各州の批准を求めて送付された（それまでの連合会議がこの手続きを承認した）。この過程でジェームズ・マディソンが最も有名な人物となり、「アメリカ合衆国憲法の父」と呼ばれることが多い。
憲法の批准のために、新憲法を支持しマディソンとハミルトンに率いられる「連邦主義者」と、新憲法に反対する「反連邦主義者」の間に激しい議論が起こったが、『ザ・フェデラリスト』を著し、自身の反対勢力を「アンチ・フェデラリスト」として反主流派であるかの如きイメージ戦略の浸透に成功した連邦主義者が勝利し、憲法は批准された。反連邦主義者は（イギリスのように）強い中央政府の理論的危険性を深く心配し、いつかは州の権限を奪うのではないかと怖れた。こうした背景もあり、州議会における批准は順調とは言い難く、ノースカロライナ、ロードアイランドでは批准が憲法発効に間に合わなかったほか、西部を中心にかろうじて賛成多数を得た州もあった。
「連邦党」という呼び方は1792年から1793年に始まり、1787年から1788年の新憲法支持者とは多少異なる構成員と全く新しい構成員、さらにはパトリック・ヘンリーの様な新憲法に反対した者までが加わった。マディソンは憲法草案の大半を起草しており、1787年から1788年には連邦主義者だったが、ハミルトンの政策と新しい「連邦党」には反対した。

## ワシントン政権、1789年–1797年
アメリカ合衆国の初めは政党が無かった。間もなく財務長官のアレクサンダー・ハミルトンや国務長官のトーマス・ジェファーソンのような傑出した人物の周りに党派が生まれた。ジェファーソンは強力な連邦政府というハミルトンの遠大な構想に反対した。ジェファーソンは特にハミルトンが憲法を柔軟に解釈し、国定銀行までその中に含めたことに反対した。ワシントン大統領は1792年に対抗馬も無く再選された。
ハミルトンはおよそ1792年から1793年に連邦党として出現した支持者の全国的なネットワークを造り上げた。これに対応してジェファーソンとマディソンは1792年から1793年に民主共和党として出現した連邦議会と各州における共和派支持者のネットワークを造り上げた。1792年の選挙は政党を基盤にする形に似たもので争われた最初の機会になった。大半の州では、連邦議会の選挙はある感覚で認識されており、ジェファーソンの戦略家ジョン・ベックリーは「財務省と共和派の利益の間での闘争」と位置づけた。ニューヨーク州では、知事選挙がこの位置づけで争われた。候補者はハミルトン派のジョン・ジェイと現職のジョージ・クリントンであり、クリントンはジェファーソンと共和党に与していた。
1793年、最初の民主共和協会が結成された。この協会はルイ16世を処刑したばかりのフランス革命を支持し、概してジェファーソンの側を支持した。「民主」という言葉はこの協会のために市民ジュネが提案したものであり、連邦党はジェファーソンの友人達を「民主主義者」と冷笑した。ワシントンがこの協会を非共和者だと非難した後、協会はほとんど消えていった。
1793年、ヨーロッパでイギリスとフランスがそれぞれの同盟国を巻き込んだ戦争が持ち上がった。ジェファーソン一派はフランスに味方し、1778年に結んだ仏米同盟条約がこの時も有効であると指摘した。ワシントンのその全閣僚一致の内閣（ジェファーソンも入っていた）は、この条約はアメリカ合衆国が戦争に参入するよう拘束していないと判断した。ワシントンはその代わりに中立を宣言した。
1794年にイギリスとの戦争の可能性が出てきたとき、ワシントンはイギリスとの交渉にジョン・ジェイを派遣した。このジェイ条約は1794年遅くに調印され、1795年に批准された。これで戦争の可能性を回避し、アメリカ合衆国とイギリスの間に生じていた問題の全てではないが多くを解決させた。ジェファーソン一派は、この条約が貴族制的イギリスとその連邦主義同盟者にあまりに多くの影響を与えすぎることで共和制を弱める恐れがあると言って、激しく条約を非難した。歴史家のウィリアム・ニスベット・チェンバーズに拠れば、1794年から1796年にかけて行われたジェイ条約に関する激しい議論のために、政治を全国的なものにし、連邦議会内の党派を全国的な党にしたと言っている。ジェファーソン一派はこの条約と戦うために、首都の指導者と州、郡、町の指導者、活動家および大衆追随者の間の活動に協調性を造り上げた。
1796年アメリカ合衆国大統領選挙でジェファーソンはジョン・アダムズに挑戦し、落選した。このときの選挙人は大半が州議会で選ばれており、その多くは全国政党を基準に選ばれたわけではなかった。

## 党の武器としての新聞
1976年までに両党は全国的な新聞のネットワークを持っており、激しく互いを攻撃しあった。1790年代の連邦党と共和党の新聞は、その敵に対する悪意のある言葉を交わし合った。一例として民主共和党新聞に掲載された以下のような戯れ歌があるが、頭文字を繋ぐとアレクサンダー・ハミルトンとなっている。
| - A SK—who lies here beneath this monument? - L o!—’tis a self created MONSTER, who - E mbraced all vice. His arrogance was like - X erxes, who flogg’d the disobedient sea, - A dultery his smallest crime; when he - N obility affected. This privilege - D ecreed by Monarchs, was to that annext. - E nticing and entic’d to ev’ry fraud, - R enounced virtue, liberty and God. - H aunted by whores—he haunted them in turn - A ristocratic was this noble Goat - M onster of monsters, in pollution skill’d - I mmers’d in mischief, brothels, funds & banks - L ewd slave to lust,—afforded consolation; - T o mourning whores, and tory-lamentation. - O utdid all fools, tainted with royal name; - N one but fools, their wickedness proclaim. | - この記念碑の下にいる者は誰かと尋ねたら - 見よ！それは自らを創った怪物 - あらゆる悪徳を包含している - その傲岸さは、従わない海を笞打たせ、 - その高潔さが関わるときは最小の罪をおかしたクセルクセスのよう - この特権は - 君主から与えられ、付け加えられる - あらゆる不正を誘い誘われ - 美徳、自由と神を捨て去った - 娼婦が来たなら、今度は出掛け - 貴族的なのはこの高貴な好色漢だ - 怪物の中の怪物、その汚れた技で - いたずらと売春宿と、資金と銀行に浸かり - 猥褻な奴隷を渇望させて、慰みを与える - 娼婦を悼み、トーリーを悼む - あらゆる愚者に勝り、高貴な名前で染まる - 愚かと言うしかない、その邪悪さがあきらかだ |

最も加熱された言い回しは、1793年から1794年のジャコバン党恐怖政治でギロチンが毎日のように使われたフランス革命に関する議論だった。愛国主義が高い優先事項であり、編集者達は知的な愛国主義を発展させた。例えば連邦党はニューヨークやフィラデルフィアのクラブや出版物を通じて愛国的文芸を刺激し、ノア・ウェブスターは言語を単純化し、アメリカ的なものにした。

## 議会における各党の勢力
歴史家達は議会における両党の勢力を推計するために統計手法を用いてきた。議会の最初の数年間、多くの議員は分類するのが難しかったが、1796年以降は確度があがっている。最初の党派は反連邦党と連邦党だった。
選挙年における議会の連邦党と民主共和党の勢力
| 下院               | 1788 | 1790 | 1792 | 1794 | 1796 | 1798 | 1800 | 1802 | 1804 | 1806 |
| ------------------ | ---- | ---- | ---- | ---- | ---- | ---- | ---- | ---- | ---- | ---- |
| 連邦党             | 37   | 39   | 51   | 47   | 57   | 60   | 38   | 39   | 25   | 24   |
| 民主共和党         | 28   | 30   | 54   | 59   | 49   | 46   | 65   | 103  | 116  | 118  |
| 民主共和党の構成比 | 43%  | 43%  | 51%  | 56%  | 46%  | 43%  | 63%  | 73%  | 82%  | 83%  |
| 上院               | 1788 | 1790 | 1792 | 1794 | 1796 | 1798 | 1800 | 1802 | 1804 | 1806 |
| 連邦党             | 18   | 16   | 16   | 21   | 22   | 22   | 15   | 9    | 7    | 6    |
| 民主共和党         | 8    | 13   | 14   | 11   | 10   | 10   | 17   | 25   | 17   | 28   |
| 民主共和党の構成比 | 31%  | 45%  | 47%  | 34%  | 31%  | 31%  | 53%  | 74%  | 71%  | 82%  |

Source: Kenneth C. Martis, The Historical Atlas of Political Parties in the United States Congress, 1789-1989 (1989); the numbers are estimates by historians.

## 選挙運動技法の考案
ジェファーソン派は初めての全国的候補指名大会など選挙技法の多くを考案し、それは後に連邦党にも採用され、アメリカの選挙の標準になっていった。特に大都市の新聞のネットワーク構築に優れ、その声明を広告し、その好むところを論説した。しかし商人のあいだに強い地盤のあった連邦党はさらに多くの新聞を支配した。1796年の連邦党機関誌の数は共和党のものに対して4対1の比率で上回っていた。毎年さらに多くの新聞が発行を始めた。1800年でも連邦党は機関誌の数で2対1の優勢にあった。両陣営の新聞の大半は週刊で、購読数は300ないし1,000部だった。ジェファーソンは編集者を体系的に援助させた。連邦党指導者の一人フィッシャー・エイムズは、ジェファーソンの追随者をフランス革命のテロリストに結びつけるために「ジャコバン」という言葉を使い、ジェファーソンを選んでいることで非難した。エイムズは、「如何なる政府に対しても強敵である...ジャコバン党はこの推進機関を絶え間なく利用したことで勝利を得た。繰り返し使用することであり、特に技能があるわけではない」と書いていた。歴史家達もエイムズの評価を繰り返している。ある者は、「共和党はその仲間に多くの高度に才能のある政治操縦者や情報宣伝者がいたことで幸運だった。その中の幾人かは能力があった...手近にある問題を見て解析するだけでなく、簡潔なやり方で提示した。要するに、如何なる問題にも有権者の理解できる言語で適切な言葉を作り上げ、訴える力のあるスローガンを編み出し、訴えた」と説明している。著名な名言家としては、編集者のウィリアム・デュアン、党指導者のアルバート・ギャラティン、トマス・クーパーがおり、勿論ジェファーソン自身がそうだった。熱心な党員であるペンシルベニア州のジョン・J・ベックリーは、草の根支持を生みだし、ジェファーソンに対する前例のない投票率となる新しい選挙技法を工夫した（例えば小冊子や手書き候補者名簿の大量配付）。

## イギリスおよびフランスとの戦争の脅威
1793年以降世界的な戦争状態となり、ヨーロッパの外れにある小国でも中立を保つことができなくなっていた。ジェファーソン派はイギリスに対する強硬姿勢を崩さず、再度の戦争すら辞さなかった。連邦党は1795年のジェイ条約でイギリスとの戦争を回避するように務めた。この条約は、戦争の回避であり、インディアンの脅威を減らし、世界の最も経済力のある国との良好な貿易関係を創りだし、アメリカ独立戦争以来引き摺っていた論争を終わらせるものだと連邦党が言ったとしても、イギリスへの売国だとジェファーソン派が非難したことで、大きな論争になった。ジェファーソンが1801年に政権を掌握したときに、ジェイ条約を追認したが、イギリスとの新たな論争は1812年からの米英戦争に繋がることになった。
1798年、フランスとの紛争から擬似戦争になった。これは両国の海軍や商船を巻き込む宣戦布告無き海上戦争となった。民主共和党はフランスが真に平和を望んでいると語ったが、XYZ事件が起こってその立場を弱めた。フランスとの全面戦争が避けられない状況になると、ハミルトンとその「連邦党タカ派」の者達は、大規模な軍隊を起こし（ハミルトンが統制）、士官を任命すること（ハミルトンがその党員に与えた）に議会の承認を得ることで問題に対処しようとした。1798年の外国人・治安諸法では、ジェファーソン支持の編集者やバーモント州選出の連邦下院議員マシュー・ライアンなど不満分子を投獄した。ライアンは獄中にあった1798年に再選を果たした。同じく1798年のケンタッキー州およびバージニア州決議は、マディソンとジェファーソンが匿名で起草したものであり、2つの州の議会が連邦政府の権力に挑戦するものとなった。

## ジェファーソンと1800年革命
マディソンは連邦議会の中で党派工作を熱心に進め、各州の同調的な政治会派との連衡を作り上げた。決定的選挙となった1800年アメリカ合衆国大統領選挙で、有権者を活気づけて、連邦党を権力の座から追い出し、ジェファーソンと民主共和党を選ばせた。ジョン・アダムズ大統領はその最後の数分間を使って、著名な連邦党員ジョン・マーシャルを合衆国最高裁判所長官に指名するという、いわゆる「真夜中の任命」を行った。その後マーシャルは長官を30年間保持し、その地位を利用して合衆国憲法を連邦主義に解釈していったので、ジェファーソンにとっては悩みの種になった。
ジェファーソンは大統領として、アダムズ政権の「真夜中の任命」の浄化に動いた。指名された判事42人のうちの25人の発令を保留し、軍隊の士官を排除した。国が互いにバランスを図る2つの競合する政党を必要としている感覚は、どちらの党からも十分に認められていなかった。ハミルトンはジェファーソンの当選を連邦党の実験の失敗だと捉えた。当時の言葉遣いでは地殻変動だった。反対党が選ばれることは、敵が国を滅ぼすことを意味していた。ジェファーソンの外交政策は全くのナポレオン寄りではなかったが、イギリスが習慣化していたアメリカ人水夫の強制徴募など敵対的行動をイギリスに止めさせる圧力にはなった。ジェファーソンとマディソンは1807年にイギリスに対する通商禁止法を発令することで、国を経済不況に陥らせ、連邦党支持のニューイングランド企業の多くを破滅させ、最終的にはさらに大きく強力な敵との戦争（米英戦争）に参戦することになった。
連邦党は活発に政府を批判し、工業化の進んだ北東部では力を保っていた。しかし、1814年に大きな誤りを犯した。この年、非公開の「ハートフォード会議」で連邦からの脱退に繋がる決議案を通していた。それが露見して連邦党を破滅させた。それが続く時代に災いし、ニューイングランドと東部の飛び飛びの州では強かったが、西部では実質的に全く力が無かった。連邦党は多くの選挙戦術を編み出していたが（1808年の初の全国的候補指名大会など）、その選良的偏見が中産階級との疎外を生み、ジェファーソン派に自派こそが「共和制」の真の精神を表すものと主張することを許した。

## 州の政党
連邦政府が決める外交政策、国有地の販売、および大統領が統制する任命権の重要さの故に、諸州の政治派閥も連邦党と共和党という対立構造の枠組みの中に組み込まれていった。例えばトマス・リッチーのような新聞編集者は強力な政治家になった。リッチーの新聞「リッチモンド・ジャントー」は1808年から1840年代に入るまでバージニア州の政界を支配した。
ニューイングランドは常に連邦党の強い地盤だった。ある歴史家はコネチカット州で連邦党が如何にうまく組織化されていたかを次のように説明している。
連邦党に力があったので、共和党はこれに打ち勝つために懸命に動かなければならなかった。1806年、州の指導層は町の指導者に近付く選挙に関する指示を与えた。全ての町のマネジャーは州の指導者から、「町の各地区あるいは部分に地区マネジャーを指名し、それぞれからその任務を忠実に果たす保証を得ておくこと」と告げられた。続いて町のマネジャーは、納税者や有権者をリスト化し、その数を数え、「共和党支持」「連邦党指示」「疑いあり」の人数を求め、最後に現在は有権者ではないが、年齢や納税によって次の選挙で有権者となりうる支持者の数を数えておくよう支持された。その結果は州のマネジャーに知らされ、動きの鈍い町には全ての有権者を町の集会に動員し、若者の有権者登録を援助し、地方選挙には定数を満たすだけの候補者を指名し、党の候補者名を印刷し配付するような指示が行った。無記名投票の習慣は当時なく、それが採用されたのは1世紀も後のことだった。この高度に調整された「集票」手段は近代の選挙運動ではよくある話だが、当時は世界史の中で初めて登場した性質のものだった。
コネチカット州では宗教的な緊張関係が二極化しており、連邦党に肩入れする会衆派教会はその権力掌握を維持しようと努めていた。これに不満な集団がジェファーソン派の支持に動いた。1814年のハートフォード会議の失敗が連邦党の評判を傷つけ、1817年には民主共和党に完全に敗北した。

## 好感情の時代
第一政党制は外交政策に関する議論がもとで作られたが、外交問題はナポレオンの敗北と、妥協を伴った米英戦争の決着によって消失した。さらには連邦党が貴族政治を再導入しようと計画しているという怖れも消失した。かくして、第一政党制の緊張感の高かった時代に代わって、1816年頃にはジェームズ・モンローの下に「好感情の時代」が出現した。それでも時として個人や派閥による政治論争が起こっていたが、アメリカ人はもはや政党という存在を考えなくなった。
歴史家達は第一政党制の正確な終了時期について議論してきた。多くの者は1820年までに無くなったと結論づけた。小型州であるデラウェア州は、ほとんど全国的な大規模政治支配勢力とは無縁だったが、第一政党制が1920年代に入っても続いていると見ており、連邦党員が幾つかの役職に当選することがあった。国内の他の地域では、建国の父達の政党に関する役目は終わってしまっており、1826年7月4日（独立宣言から50年）にアダムズとジェファーソンが同日に死んだことも象徴的なことと見られている。アダムズとジェファーソンはその死の床で、互いの国に対する貢献度を認知しあっていたと言われる。

## 政党制の正当性
アレクサンダー・ハミルトンは、全州で多くの問題について日々支持者を動員すれば、始終変わらず連邦政府に対する支持を維持させることができると考えた。新聞は党内部での対話に必要とされ、互恵関係が党の指導者を助け、新しい友人を作らせた。
ハミルトンと、特にワシントンは、1796年のジョージ・ワシントンの辞任挨拶に見られるように、反対政党という概念を嫌った。彼等は反対政党が国力を弱めるだけだと考えた。対照的にジェファーソンは反対政党の創設と継続の影にある中心人物だった。ジェファーソンは、連邦党の提示する貴族制的な権力は真の共和制および人民の真の意志と対立するものであると、心に深く刻んでいた。それはヘンリー・リーに宛てた1824年の手紙で説明されている。
歴史家のホッフシュテッターは、二大政党制が単一政党あるいは何も政党が無い状態よりもましであるという概念が受け入れられるようになるまで、長い年月を要したことを示している（1970年）。ジェファーソンは連邦党の軍士官と役人を体系的に同定したが、共和派からの抗議によって彼等の全てを排除することはできなかった。共和党の穏健派はジェファーソンがそれ以上進まなかったことに苦情を言った。

## 歴史的な遺産
歴史家の意見は一致していないが、プリンストン学者のショーン・ウィレンツは2010年に学者の意見としてハミルトン支持の方向に傾いていると、次のように報告した。

### 伝記
- Banning, Lance. The Sacred Fire of Liberty: James Madison and the Founding of the Federal Republic (1995), to 1795;  online edition
- Cunningham, Noble E., Jr. , "John Beckley: An Early American Party Manager," William and Mary Quarterly, 13 (Jan. 1956), 40-52, in JSTOR
- Malone, Dumas. Jefferson and the Ordeal of Liberty v 3(ISBN 0-316-54469-8);   Jefferson the President: First Term 1801 - 1805 vol 4 (ISBN 0-316-54480-9); Jefferson the President: Second term, 1805-1809 vol 5 (1948–70), the standard multivolume biography
- Miller, John C. Alexander Hamilton: Portrait in Paradox (1959), full scale biography; online edition
- Schachner, Nathan. Aaron Burr: A Biography (1961), full scale biography online version
- Theriault, Sean M.  "Party Politics during the Louisiana Purchase," Social Science History 2006 30(2):293-324; DOI:10.1215/01455532-30-2-293

### 州および地域単位の研究
- Banner, James M. To the Hartford Convention: The Federalists and the Origins of Party Politics in Massachusetts, 1789–1815 (1970)
- Broussard, James H. The Southern Federalists: 1800–1816  (1978)
- Formisano, Ronald. The Transformation of Political Culture: Massachusetts Parties, 1790s–1840s (1983)
- Goodman, Paul. The Democratic-Republicans of Massachusetts (1964)
- Leonard, Gerald. The Invention of Party Politics: Federalism, Popular Sovereignty, and Constitutional Development in Jacksonian Illinois (2002)
- McCormick, Richard P. The Second Party System: Party Formation in the Jacksonian Era (1966)  deals with the collapse of the First Party System, state by state
- Prince, Carl E. New	Jersey’s Jeffersonian Republicans: The Genesis of an Early Party Machine, 1789–1817 (1967)
- Risjord, Norman K. Chesapeake Politics, 1781–1800 (1978), covers Virginia and Maryland
- Risjord, Norman K. The Old Republicans: Southern Conservatism in the Age of Jefferson (1965)
- Tinkcom, Harry M. The Republicans and Federalists in Pennsylvania, 1790–1801: A Study in National Stimulus and Local Response (1950)
- Turner, Lynn Warren; The Ninth State: New Hampshire's Formative Years. (1983).
- Young, Alfred F. The Democratic Republicans of New York: The Origins, 1763–1797 (1967)

### 新聞と寄稿者
- Humphrey, Carol Sue The Press of the Young Republic, 1783-1833 (1996)
- Knudson, Jerry W. Jefferson and the Press: Crucible of Liberty (2006) how 4 Republican and 4 Federalist papers covered election of 1800; Thomas Paine; Louisiana Purchase; Hamilton-Burr duel; impeachment of Chase; and the embargo
- Daniel, Marcus, "Scandal and Civility: Journalism and the Birth of American Democracy" (2009)
- O’Donnell, Catherine. "Literature and Politics in the Early Republic: Views from the Bridge," Journal of the Early Republic, Summer 2010, Vol. 30#2 pp 279–292; looks at Washington Irving, James Fenimore Cooper, and John Adams in terms of gender studies, interdisciplinary studies, American identity, and the work of Jürgen Habermas, Gordon Wood and Bernard Bailyn.
- Pasley, Jeffrey L. "The Tyranny of Printers": Newspaper Politics in the Early American Republic (2003) (ISBN 0-8139-2177-5)
- Rollins, Richard. The Long Journey of Noah Webster (1980); Webster was an important Federalist editor
- Stewart, Donald H. The Opposition Press of the Federalist Era (1968), highly detailed study of Republican newspapers

### 一次史料
- Cunningham, Noble E., Jr. ed. The Making of the American Party System 1789 to 1809 (1965), short excerpts from primary sources
- Cunningham, Noble E., Jr., ed. Circular Letters of Congressmen to Their Constituents 1789-1829 (1978), 3 vol; political reports sent by Congressmen to local newspapers